# Triclopyr
Triclopyr (ISO-naam) is een herbicide voor de bestrijding van eenjarige en overblijvende tweezaadlobbige onkruiden en houtige planten op verharde of onverharde onbeteelde terreinen, grasland en gazons, plantages en rijstvelden. Het werkt selectief tegen deze planten maar niet tegen grassen en naaldbomen.
Triclopyr is een pyridineverbinding. Het is een zwak zuur, en wordt zowel in ester- als in zoutvorm geformuleerd. De gebruikelijke vormen zijn respectievelijk de butoxyethylester (triclopyr-butotyl) en het tri-ethylaminezout (triclopyr-tri-ethylammonium). Het wordt gewoonlijk verkocht als emulgeerbaar concentraat dat met water moet worden gemengd en versproeid. Het kwam in 1979 op de markt. De oorspronkelijke producent was Dow Chemical, tegenwoordig Dow AgroSciences (merknaam Garlon), maar het middel wordt ook door een aantal andere leveranciers verkocht.

## Werking
Triclopyr is een systemisch herbicide, dat wordt opgenomen door de wortels en de bladeren. Het is een synthetisch auxine, dat werkt zoals het plantenhormoon indool-3-azijnzuur. Het verstoort de groei van de planten die vervormen, verwelken en uiteindelijk afsterven. Het werkt selectief omdat het in grassen snel wordt omgezet in niet-werkzame verbindingen.

## Regelgeving
Triclopyr was in de Europese Unie toegelaten tot 31 mei 2012.

## Toxicologie en veiligheid
Triclopyr heeft een lage orale toxiciteit. De stof is irriterend voor de ogen. Triclopyr zelf is weinig tot zeer weinig toxisch voor vogels, vissen of bijen. De estervorm is echter wel zeer toxisch voor vissen.
Triclopyr en de ester- en aminevormen hebben bij laboratoriumproeven op ratten en konijnen problemen veroorzaakt bij de voortplanting.